# Església sufragània
Una església sufragània és una església, normalment amb territori i drets quasi parroquials, que depèn d'una parròquia eclesiàstica principal o matriu. Amb el Concili de Trento s'autoritzà la creació d'esglésies per naturalesa geogràfica, ja fos per la distància a l'església més propera o per la dificultat d'accés, i quan quantitat de feligresos era molt baixa, l'església parroquial esdevenia sufragània, i si la població creixia de nou es podia segregar de nou, però aquest procés acostumava a ser llarg per la resistència de les esglésies mare a perdre o transferir rendes.